# Леся Українка (монета)
«Ле́ся Украї́нка» — ювілейна монета номіналом 200 000 карбованців, випущена Національним банком України. Присвячена 125-річчю від дня народження Лесі Українки (Лариси Петрівни Косач) — видатної української поетеси і громадської діячки.
Монету було введено в обіг 1 березня 1996 року. Вона належить до серії «Видатні особистості України».

## Опис та характеристики монети
| Номінал карб. | Метал                 | Маса, грам | Діаметр, мм. | Якість виготовлення | Гурт     | Тираж, штук |
| ------------- | --------------------- | ---------- | ------------ | ------------------- | -------- | ----------- |
| 200 000       | мідно-нікелевий сплав | 14,35      | 33,0         | пруф-лайк           | рифлений | 100 000     |

500 шт монет із загального тиражу мають широку цифру "2" у номіналі.

### Аверс

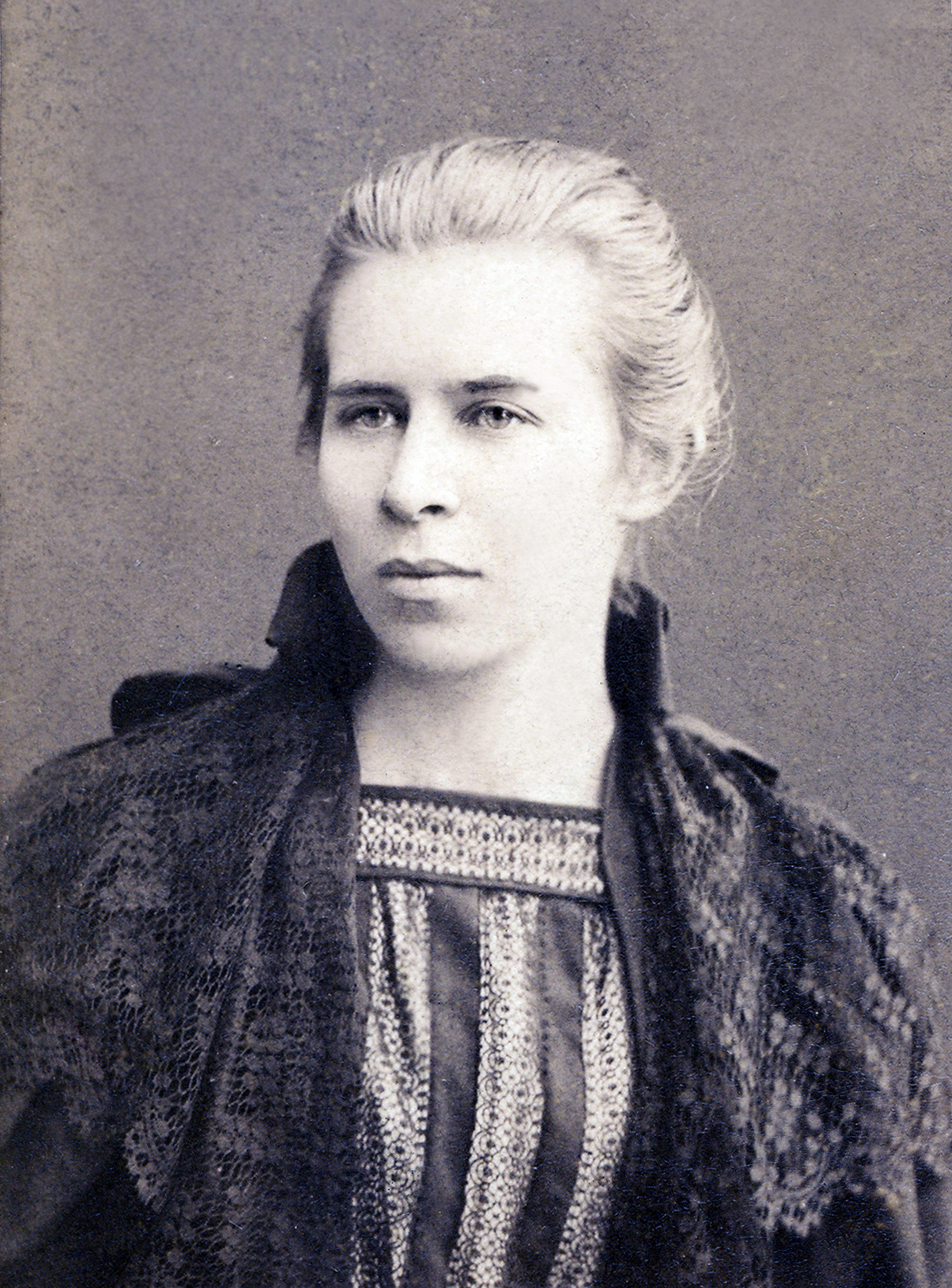
Леся Українка, фото 1896 року

На аверсі монети в центрі кола, утвореного намистовим узором, знаходиться зображення малого Державного Герба України в обрамленні з двох боків гілками калини. Над гербом розміщена дата 1996 — рік карбування монети. По колу монети написи: вгорі «НАЦІОНАЛЬНИЙ БАНК УКРАЇНИ», внизу у два рядки: «200000» «КАРБОВАНЦІВ».

### Реверс
На реверсі монети зображено портрет Лесі Українки, по колу розміщено написи: ліворуч «ЛЕСЯ УКРАЇНКА», праворуч «1871-1913» — роки народження і смерті поетеси.

## Автори
- Художник — Олександр Івахненко.
- Скульптор — Штефан Новотни.

## Вартість монети
Під час введення монети в обіг 1996 року, Національний банк України розповсюджував монету за її номінальною вартістю — 200000 карбованців.
Фактична приблизна вартість монети, з роками змінювалася так:
| Рік        | 2005 | 2006 | 2007 | 2008 | 2009 | 2010 | 2011 | 2012 | 2013 | 2014 | 2015 | 2016 | 2017 | 2018 | 2019 | 2020 | 2021 | 2022 | 2023 | 2024 | 2025 |
| ---------- | ---- | ---- | ---- | ---- | ---- | ---- | ---- | ---- | ---- | ---- | ---- | ---- | ---- | ---- | ---- | ---- | ---- | ---- | ---- | ---- | ---- |
| Ціна, грн. | 10   | 8    | 12   | 15   | 20   | 20   | 20   | 25   | 25   | 25   | 42   | 55   | 70   | 80   | 100  | 110  | 145  | 180  | 320  | 320  | 390  |